# Oribotritia opipara
Oribotritia opipara är en kvalsterart som beskrevs av Wojciech Niedbała 2002. Oribotritia opipara ingår i släktet Oribotritia och familjen Oribotritiidae. Inga underarter finns listade i Catalogue of Life.